# Vendredi 13, chapitre VI : Jason le mort-vivant
Série Vendredi 13
Chapitre V : Une nouvelle terreur
(1985) Chapitre VII : Un nouveau défi
(1988)
Pour plus de détails, voir Fiche technique et Distribution.
Vendredi 13, chapitre VI : Jason le mort-vivant (Friday the 13th Part VI: Jason Lives) est un film américain de Tom McLoughlin sorti en 1986.
Tommy Jarvis avait douze ans lorsqu'il vint à bout de Jason, le meurtrier sanglant de Crystal Lake. Dans ce film, à peine sorti de l'asile avec son ami Oz, il n'a qu'une obsession : récupérer le corps au cimetière et l'incinérer. Sous un violent orage, ils déterrent le cadavre, mais Jason revient à la vie et tue Oz. Tommy court à la police pour les prévenir que Crystal Lake va basculer à nouveau dans la terreur car Jason est en marche. Le tueur, mangé par les vers, entreprend à nouveau de causer des ravages à Crystal Lake.
C'est le sixième opus de la saga Vendredi 13.

## Synopsis
Le tueur en série surhumain Jason Voorhees est mort et enterré depuis maintenant dix ans. Toutefois, Tommy Jarvis, qui a tué Jason par légitime défense quand il avait douze ans, est toujours hanté par sa rencontre après avoir été libéré de l'hôpital psychiatrique. Il pense que Jason lui-même a incité les meurtres qui y ont eu lieu. Avec l'intention d'incinérer le corps de Jason et de se débarrasser une bonne fois pour toutes de ses démons, Tommy et son ami Oz Hawes se rendent dans le cimetière contenant sa tombe. Ils ouvrent le cercueil de Jason, mais avant de pouvoir incinérer le corps, Tommy devient fou furieux à sa vue et commence à le poignarder avec un poteau de clôture en acier, le prenant pour le Diable. Peut-être n'a-t-il pas tout à fait tort, car le poteau agit comme un paratonnerre au milieu de l'orage, et est frappé par la foudre : au milieu des vers, l’œil valide de Jason s'ouvre. Jason se relève et remet son masque de hockey, au milieu des accès de terreur de ses ennemis. Tommy incite son ami à le retenir afin qu'il puisse le brûler, mais Jason traverse la poitrine d'Oz de la main sans le moindre effort, lui arrache le cœur puis jette son corps dans le cercueil exhumé tandis que Tommy prend la fuite.
Tommy retourne à la ville de Crystal Lake, le site des meurtres de Jason, qui a été rebaptisé Forrest Green pour échapper à la publicité négative. Tommy tente d'avertir le shérif de la ville, Mike Garris, du retour de Jason, mais Garris, conscient de l'institutionnalisation de Tommy, l'imagine comme encore souffrant de ses troubles mentaux et l'enferme dans une cellule de détention. Pendant ce temps, Jason commence un nouveau voyage vers le lac qui était le lieu de sa noyade quand il était enfant. En route, il rencontre Lizabeth et Darren, un couple de superviseurs de camp d'été, qui se dirigent eux-mêmes vers le lac pour aviser de la réouverture du camp d'été. Jason les attaque et les tue, laissant leurs corps dans les bois.
Le lendemain matin, la fille du shérif Garris, Megan, qui est prévue pour être l'un des moniteurs du camp, arrive avec ses collègues Cort, Sissy, et Paula, et déclare Lizabeth et Darren manquants. Tommy cite leur disparition en tant que preuve du retour de Jason, mais se heurte à l'hostilité de tout le monde à part Megan, qui se prend d'affection pour lui. Le shérif Garris envoie les moniteurs hors du camp, puis escorte Tommy hors de la ville. En route, Tommy s'enfuit vers le cimetière afin de prouver qu'il dit la vérité et montrer à Garris la tombe ouverte de Jason (où son ami Oz est enterré), seulement pour découvrir que le fossoyeur, craignant d'être réprimandé pour avoir creusé à cause de son alcoolisme, a recouvert la tombe, et par conséquent le corps d'Hawes, de terre. Garris menotte Tommy et l'emmène à l'extrémité de la ville, le sommant de ne pas revenir.
Pendant ce temps, des hommes d'affaires jouant au paintball dans les bois sont attaqués par Jason, qui les tue et vole leur approvisionnement. Cette nuit-là, Jason continue à faire son chemin de retour à Crystal Lake en tuant le fossoyeur et un couple qui pique-niquait à proximité. Cort rencontre une fille locale, Nikki et quitte le camp pour avoir des relations sexuelles avec elle dans les bois, seulement pour finir sur le chemin (et sous la vengeance) de Jason. Le shérif-adjoint de Garris trouve les cadavres, y compris ceux des chefs d'entreprise qui jouaient au paintball, et estime que c'est Tommy qui les a tué, vivant dans l'illusion du retour de Jason. Tommy, quant à lui, a pris contact avec Megan, et pense avoir trouvé un moyen de vaincre Jason, après avoir lu des livres sur les monstres et le folklore. Jason peut être rendu impotent en étant emprisonné sous la surface du lac où il s'est noyé. Megan tente de ramener Tommy au camp, mais ils sont interceptés par l'un des adjoints de Garris. Megan tente d'expliquer que Tommy est innocent mais Tommy est arrêté et Megan, malgré les menaces envers et les insultes envers son père et les adjoints est reconduite au poste de police pour attendre le retour de son père du terrain. L'attention de la police sur Tommy a permis à Jason de se glisser dans le camp d'été, où il tue Paula et Sissy, mais alors qu'il s'apprête à attaquer l'un des enfants, une petite fille nommée Nancy, il entend des bruits de voiture et finit par s'y diriger.
Megan et Tommy échappent à la police et se rendent au lac, où la police les poursuivant, doit constater le retour de Jason quand celui-ci les attaque, tandis que les adjoints se rendent compte que Tommy a dit la vérité, Garris incite calmement les enfants à se cacher dans leurs bungalows respectifs et d'attendre son signal pour pouvoir sortir. Garris et ses adjoints neutralisent brièvement Jason en lui tirant dessus avec des armes de gros calibre, mais Jason se relève et les tue un par un, pliant en deux le shérif Garris qui dans ses derniers moments de vie se rend finalement compte que Tommy a dit la vérité. Il tente alors de tuer Megan, mais est distrait par Tommy qui lui fait signe de s'amener vers le lac. Se souvenant apparemment de lui, Jason abandonne Megan et patauge dans le lac, où il contre les embuscades de Tommy avec une chaîne attachée à un gros rocher. Un combat s'ensuit, à l'issue duquel Jason s'éjecte hors de l'eau, brise la barque en deux et les deux adversaires finissent dans l'eau : comme Tommy tente de nager vers la surface, Jason le tire vers le bas et se noie avec lui. Megan nage pour sauver Tommy et est également attaquée par Jason, mais l'immobilise en lui enfonçant une hélice de bateau à moteur dans son cou et sa mâchoire, finissant par lui rompre le cou.
De retour sur la terre ferme, Megan réanime Tommy et célèbre la mort de Jason avec les enfants. Au fond du lac, Jason flotte, attaché au rocher, impuissant à s'échapper.

## Fiche technique
- Titre original : Friday the 13th Part VI: Jason Lives
- Titre français : Vendredi 13, chapitre VI : Jason le mort-vivant
- Réalisation : Tom McLoughlin
- Scénario : Tom McLoughlin d'après les personnages créés par Victor Miller
- Décors : Joseph T. Garrity
- Costumes : Maria Mancuso
- Photographie : Jon Kranhouse
- Montage : Bruce Green
- Musique : Harry Manfredini
- Production : Don Behrns
- Sociétés de production : Paramount Pictures et Terror Films Inc.
- Sociétés de distribution : 
  -  Paramount Pictures
  -  Cinema International Corporation
- Pays :  États-Unis
- Langue : anglais
- Budget : 3 millions de $
- Format : Couleurs (Metrocolor) - 35 mm - 1,85:1 - Ulta Stéréo
- Genre : horreur, slasher
- Durée : 87 minutes
- Dates de sortie :
  - États-Unis : 1er août 1986
  - Belgique : 12 décembre 1986
  - France : 14 janvier 1987
- Classification : Interdit aux moins de 12 ans lors de sa sortie en France.

## Distribution
- Thom Matthews (VF : Dominique Collignon-Maurin) : Tommy Jarvis
- Jennifer Cooke (VF : Anne Rondeleux) : Megan Garris
- David Kagen (VF : Mario Santini) : Shérif Michael Garris
- Kerry Noonan (VF : Virginie Ledieu) : Paula
- Renée Jones (VF : Maik Darah) : Sissy Baker
- Tom Fridley (VF : Luq Hamet) : Cort
- C.J. Graham : Jason Voorhees
- Darcy DeMoss : Nikki
- Vincent Guastaferro (VF : Érik Colin) : Député Rick Cologne
- Michael Swan (VF : Patrick Préjean) : Député Pappas
- Tony Goldwyn (VF : Marc François) : Darren
- Nancy McLoughlin (VF : Emmanuèle Bondeville) : Lizabeth
- Ron Palillo : Oz Hawes
- Alan Blumenfeld : Larry
- Matthew Faison : Stan
- Ann Ryerson : Katie
- Courtney Vickery : Nancy
- Whitney Rydbeck : Roy
- Bob Larkin (VF : Henri Labussière) : Martin
- Wallace Merck (VF : Michel Vocoret) : Burt
- Tommy Nowell : Tyen
- Justin Nowell : Billy
- Roger Rose (VF : Patrick Poivey) : Steven
- Cynthia Kania : Annette

## Production

### Bande originale
En plus des musiques composées pour le film, celui-ci comprend : 
- He's Back (The Man Behind the Mask) d'Alice Cooper, chanson venant de l'album Constrictor
- Teenage Frankenstein d'Alice Cooper, chanson venant également de l'album Constrictor
- Hard Rock Summer d'Alice Cooper, chanson sortie dans le coffret The Life and Crimes of Alice Cooper
- I'm No Animal de Felony (en), venant de l'album Vigilante

Un clip vidéo comprenant quelques brefs extraits du film a été réalisé pour He's Back (The Man Behind the Mask). Ce clip n'a jamais été réalisé sur support mais peut être vu sur YouTube,.
La bande son du film n'est jamais sortie sur support.

## Réception
Le film a reçu un accueil plutôt mitigé, avec 54 % de critiques positives accordées sur Rotten Tomatoes.

### Box-office
| Pays                          | Box-office      | Nbre de sem. | Classement TLT | Date  |
| Box-office États-Unis/ Canada | 19.472.057 $    | ? sem.       | 2.160e         | Total |
| Box-office France             | 100 320 entrées | ? sem.       |                | Total |

### Distinctions

#### Nominations
- Satellite Awards 2005 : Meilleur bonus DVD
- Saturn Awards 2014 : Meilleure collection DVD

## Autour du film
- Dans ce volet, le camp de Crystal Lake redevient le théâtre des opérations mais a été rebaptisé Forrest Green. Pour la première fois, le camp peut ouvrir à une foule d'enfants.
- Jason devient encore plus fort et particulièrement redoutable sans armes, il tuera de nombreuses personnes à mains nues.
- Tous les personnages connaissent l'existence du fameux Jason Voorhees. Par ailleurs, l'intrusion du fantastique dans l'horreur nous fait progressivement quitter le genre slasher, car Jason est beaucoup plus présent, et nous suivons ses déplacements, ses faits et gestes comme un personnage à part entière. À partir de ce volet, on a tendance à parler de la saga Jason et non plus de la saga Vendredi 13.
- Dans ce volet, une fillette nommée Nancy dit avoir rêvé qu'un monstre essaie de la tuer dans son sommeil dans un cauchemar trop réel pour être un rêve, ce qui constitue la première référence à Freddy Krueger, que Jason rencontrera par la suite.
- C.J. Graham joue Jason après Ari Lehman , Warrington Gillette , Steve Daskawisz , Richard Brooker , Ted White et Tom Morga (Caméo). John Shepherd est remplacé dans le rôle de Tommy par Thom Matthews.